# FIBA European Champions Cup 1958-1959
La Coppa dei Campioni 1958-1959 di pallacanestro venne vinta, per il secondo anno consecutivo, dai sovietici dell'ASK Riga sui bulgari dell'Akademik Sofia.

## Turno di qualificazione
| Team #1            | Agg.      | Team #2              | Andata | Ritorno |
| ------------------ | --------- | -------------------- | ------ | ------- |
| Stars Charleville  | 140 - 67  | Barreirense          | 77-40  | 63-27   |
| Etzella Ettelbruck | [ 1 ]     | Lech Poznań          |        |         |
| Engelmann Vienna   | 125 - 188 | Spartak Brno         | 69-92  | 56-96   |
| ASA Bucureşti      | 147 - 124 | Wissenschaft Berlino | 81-59  | 66-65   |
| Honvéd             | [ 2 ]     | Sundbyberg SK        |        |         |
| Urania Ginevra     | 104 - 134 | Real Madrid          | 58-63  | 46-71   |

## Ottavi di finale
| Team #1            | Agg.      | Team #2           | Andata | Ritorno |
| ------------------ | --------- | ----------------- | ------ | ------- |
| AEK Atene          | 129 - 209 | OKK Belgrado      | 76-84  | 53-125  |
| Pantterit Helsinki | 124 - 173 | Antwerpse         | 63-60  | 61-113  |
| Lech Poznań        | 155 - 148 | Spartak Brno      | 87-63  | 68-85   |
| Real Madrid        | 115 - 118 | Stars Charleville | 50-39  | 65-79   |
| Simmenthal Milano  | [ 3 ]     | Gezira SC         | 72-47  |         |
| Akademik Sofia     | 147 - 108 | Maccabi Tel Aviv  | 69-50  | 78-58   |
| Honvéd             | 166 - 133 | ASA Bucureşti     | 86-52  | 80-81   |

## Quarti di finale
| Team #1           | Agg.      | Team #2        | Andata | Ritorno |
| ----------------- | --------- | -------------- | ------ | ------- |
| Antwerpse         | 141 - 194 | Lech Poznań    | 80-89  | 61-105  |
| Rīgas ASK         | 159 - 142 | Honvéd         | 79-54  | 80-88   |
| Stars Charleville | 149 - 160 | OKK Belgrado   | 75-73  | 74-87   |
| Gezira SC         | 65 - 69   | Academic Sofia | 65-69  | [ 4 ]   |

## Semifinali
| Team #1      | Agg.      | Team #2        | Andata | Ritorno |
| ------------ | --------- | -------------- | ------ | ------- |
| Lech Poznań  | 153 - 166 | Rīgas ASK      | 84-76  | 69-90   |
| OKK Belgrado | 156 - 163 | Academic Sofia | 79-69  | 77-94   |

## Finale
| Team #1   | Agg.      | Team #2        | Andata | Ritorno |
| --------- | --------- | -------------- | ------ | ------- |
| Rīgas ASK | 148 - 125 | Academic Sofia | 79-58  | 69-67   |

| Coppa dei Campioni 1958-59 |
| -------------------------- |
| Rīgas ASK 2º titolo        |

## Formazione vincitrice
| N° | Naz.                        | Ruolo | Sportivo             |  | Alt. |  |
| -- | --------------------------- | ----- | -------------------- |  | ---- |  |
|    | Unione Sovietica (bandiera) | P     | Maigonis Valdmanis   |  |      |  |
|    | Unione Sovietica (bandiera) | G     | Valdis Muižnieks     |  |      |  |
|    | Unione Sovietica (bandiera) | A     | Juris Kalniņš        |  |      |  |
|    | Unione Sovietica (bandiera) | A     | Gundars Muižnieks    |  |      |  |
|    | Unione Sovietica (bandiera) | A     | Oļģerts Hehts        |  |      |  |
|    | Unione Sovietica (bandiera) | A     | Ivars Vērītis        |  |      |  |
|    | Unione Sovietica (bandiera) | A     | Alvils Gulbis        |  |      |  |
|    | Unione Sovietica (bandiera) | A     | Gunārs Siliņš        |  |      |  |
|    | Unione Sovietica (bandiera) | C     | Jānis Krūmiņš        |  |      |  |
|    | Unione Sovietica (bandiera) |       | Leons Jankovskis     |  |      |  |
|    | Unione Sovietica (bandiera) |       | Jānis Dāvids         |  |      |  |
|    | Unione Sovietica (bandiera) |       | Teobalds Kalherts    |  |      |  |
|    | Unione Sovietica (bandiera) |       | Andrejs Bergs        |  |      |  |
|    | Unione Sovietica (bandiera) |       | Aivars Leončiks      |  |      |  |
|    | Unione Sovietica (bandiera) |       | Jānis Tauriņš        |  |      |  |
|    | Unione Sovietica (bandiera) |       | Gunārs Jansons       |  |      |  |
|    | Unione Sovietica (bandiera) | All.  | Aleksandr Gomel'skij |  |      |  |